# 鄧宇成
鄧宇成（1999年4月25日—）是台灣射箭運動員，現效力於中華企業射箭聯賽彰化銀行射箭隊。在2017年與搭檔魏均珩、彭士誠一同奪得2017年臺北世大運男子團體反曲弓銀牌。在2020年東京奧運獲得男子團體射箭銀牌。

## 佚事
鄧宇成是ACG愛好者，不時會在社群平台分享其所收藏的周邊商品及痛車等等，並且逢2020年夏季奧林匹克運動會期間有一名網友私訊詢問他，是否會在比賽時喊出《Fate/stay night》弓兵（Archer）角色「衛宮」的台詞，鄧宇成對此回答道：「我通常都直接念『Stella』！」說自己通常是唸《Fate》系列另一名弓兵角色「阿拉什」的台詞，於是台灣網友稱他為「宅宅之光」、「阿宅之光」。
而且，當時日本電視台也報導了鄧宇成在比賽中喊“ステラ”（即Stella）一事，使其成為日本家喻戶曉的奧運射箭選手，阿拉什的聲優鶴岡聰在推特上發文大加讚賞：「太合適了，這才是真正的弓兵，很帥氣。」另一名弓兵角色Emiya聲優諏訪部順一也在推特上發文希望鄧宇成能喊一下自己角色的必殺技：“カラドボルグッ”（Caladbolg）。事後鄧宇成接受台灣媒體採訪時，則認為新聞把其隊友湯智鈞於射箭比賽中以台語所喊的「媠啦」誤會成是「Stella」。

## 外部連結
- World Archery （页面存档备份，存于）
- 鄧宇成的Instagram帳戶